# Harsdorf
Ne doit pas être confondu avec Arsdorf.
Harsdorf est une commune de Bavière (Allemagne), située dans l'arrondissement de Kulmbach, dans le district de Haute-Franconie.